# ألبليسورن
ألبليسورن (بالإنجليزية: Älpliseehorn) هو أحد جبال سلسلة جبال الألب بليسور وجزء من القمة الأم أرسوير روثورن يقع في كانتون غراوبوندن، سويسرا. يبلغ ارتفاع الجبل حوالي 2725 متر، بينما يبلغ ارتفاع نتوء الجبل 94 متر.